# Léo Bonatini
Leonardo Bonatini Lohner Maia (Belo Horizonte, 28 de marzo de 1994), conocido deportivamente como Léo Bonatini, es un futbolista ítalo-brasileño que juega como delantero Actualmente se encuentra sin Equipo.

## Trayectoria
Nacido en Belo Horizonte, Minas Gerais, se unió al Cruzeiro E. C. en 2010, a los 16. En julio de 2012 fue prestado a la Juventus F. C. por una temporada.
Solo apareció en el equipo Primavera para el club, y posteriormente regresó a Cruzeiro en el verano de 2013. El 2 de octubre de 2013 se trasladó a Goiás E. C., también en un acuerdo provisional hasta el fin del año.
Se hizo profesional en la Serie A donde debutó el 27 de octubre, al entrar como cambio en el segundo tiempo en un 2–0 contra Náutico. Apareció en otros cinco partidos para Esmeraldino durante la campaña, y tenía su contrato de préstamo renovado por un año más el 7 de enero de 2014.
El 5 de agosto de 2014 el préstamo fue interrumpido, debido a la falta de oportunidades en el equipo. El 5 de enero del siguiente año fue prestado a la Primeira Liga, al club Estoril Praia, hasta junio.
En la temporada 2017-18 ayudó al Wolverhampton Wanderers F. C. a conseguir el ascenso a la Premier League marcando doce goles. Disputó algunos encuentros en la competición y posteriormente acumuló cesiones en el Nottingham Forest F. C., Vitória de Guimarães y Grasshoppers, antes de marcharse definitivamente a finales de 2022 al Atlético de San Luis.

## Palmarés

### Títulos nacionales
| Título                       | Club                          | País       | Año     |
| ---------------------------- | ----------------------------- | ---------- | ------- |
| Football League Championship | Wolverhampton Wanderers F. C. | Inglaterra | 2017-18 |